# Twitch Rivals
Twitch Rivals ist ein E-Sport-Turnier und kompetitives Online-Event bestehend aus Twitch Streamern und Profispielern.

## Veranstaltungen
Bei der TwitchCon 2019 wurde ein LAN-basiertes Turnier für E-Sportler, Streamer und weitere Teilnehmer gehostet. Viele Prominente nahmen daran teil, darunter Grayson Allen, Tfue und Dr DisRespect. Das Turnier bestand aus Fortnite am Freitag, League of Legends (sowohl das Standard-Spiel als auch Teamfight Tactics) und Apex Legends. Twitch Rivals gab zwei Millionen Dollar in den Preispool und Epic Games gab ausschließlich für Fortnite eine Million Dollar dazu.
Seitdem werden regelmäßig Turniere auf ihrer eigenen Plattform veranstaltet, unter anderem mit Spielen wie Minecraft, Valorant oder Fall Guys: Ultimate Knockout. 2019 gab es nach eigenen Angaben mehr als 100 Turnier-Tage.
Man konnte bei einzelnen Spielen auch Belohnungen erhalten, wenn man aktiv zugesehen hat. Dazu zählt beispielsweise Valorant, für das man Beta-Keys erhalten konnte oder Fortnite, wo man kosmetische Gegenstände geschenkt bekam und weitere Spiele.